# Podhradí (district de Jičín)
Pour les articles homonymes, voir Podhradí.
Podhradí (en allemand : Podhrad) est une commune du district de Jičín, dans la région de Hradec Králové, en République tchèque. Sa population s'élevait à 471 habitants en 2022.

## Géographie
Podhradí se trouve à 5 km au sud-ouest du centre de Jičín, à 44 km au nord-ouest de Hradec Králové et à 73 km au nord-est de Prague.
La commune est limitée par Ostružno, Březina et Holín au nord, par Jičín à l'est, par Staré Místo au sud-est, par Veliš, et Bukvice au sud et au sud-ouest.

## Histoire
La première mention écrite de la localité date de 1546.

## Administration
La commune se compose de cinq sections :
- Podhradí
- Čejkovice
- Hlásná Lhota
- Šlikova Ves
- Vokšice

## Galerie

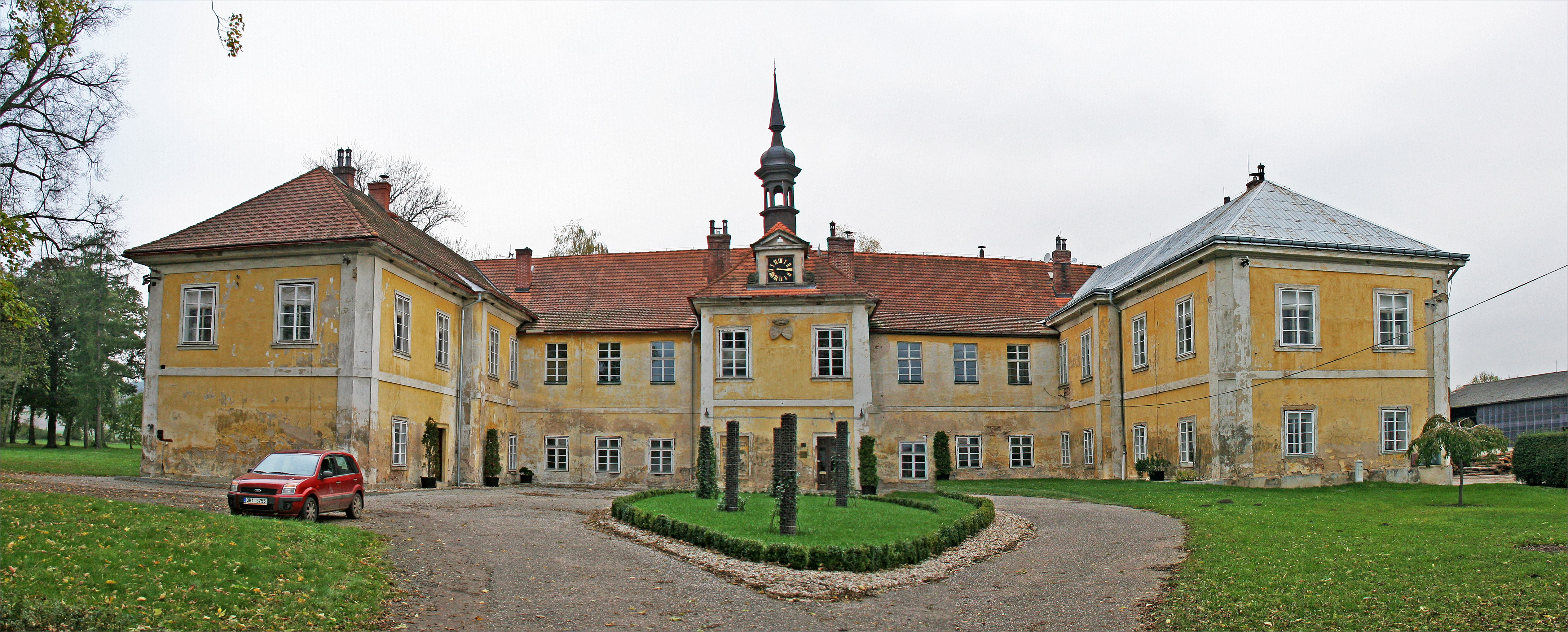
Château de Vokšice.

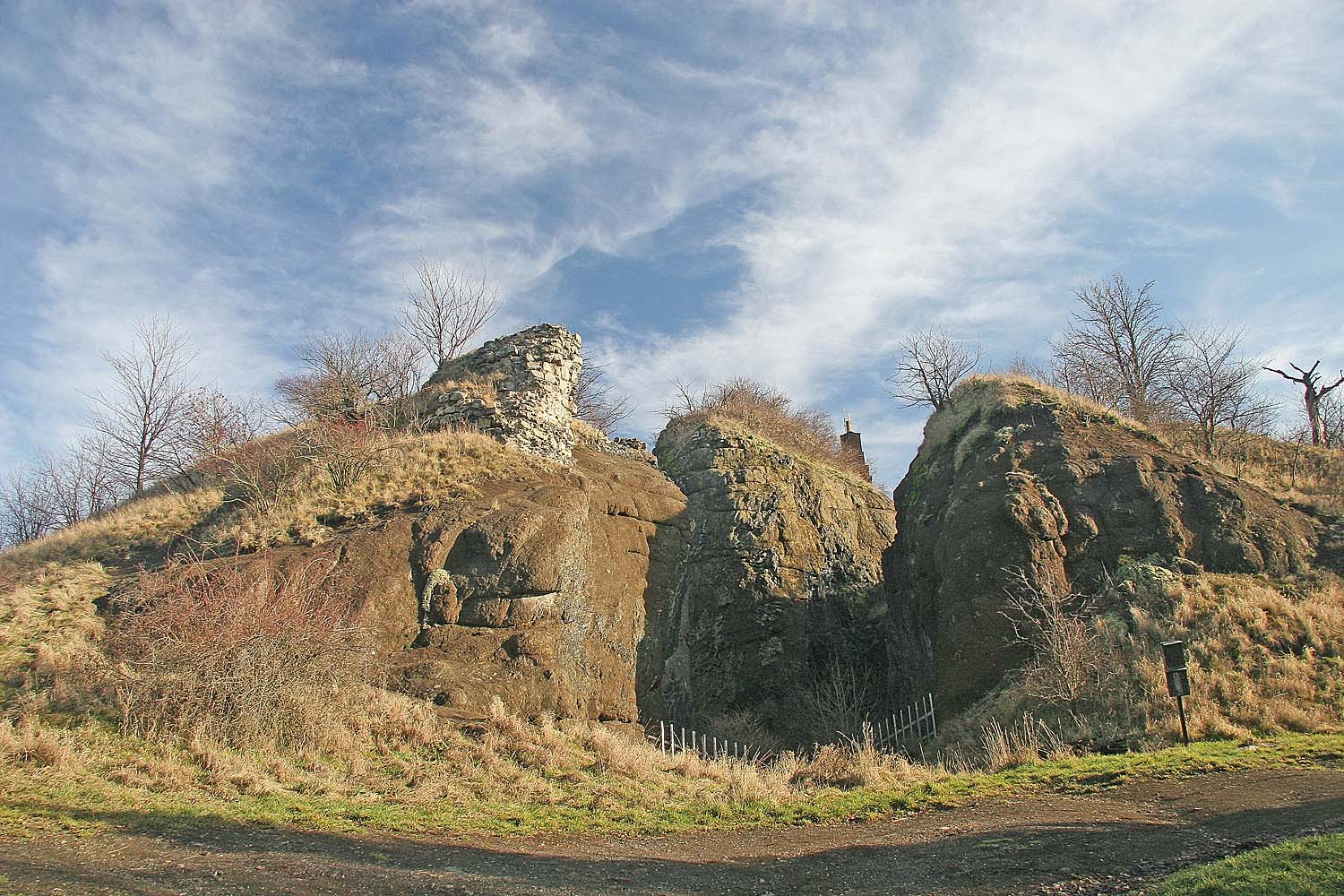
Ruines du château de Veliš.
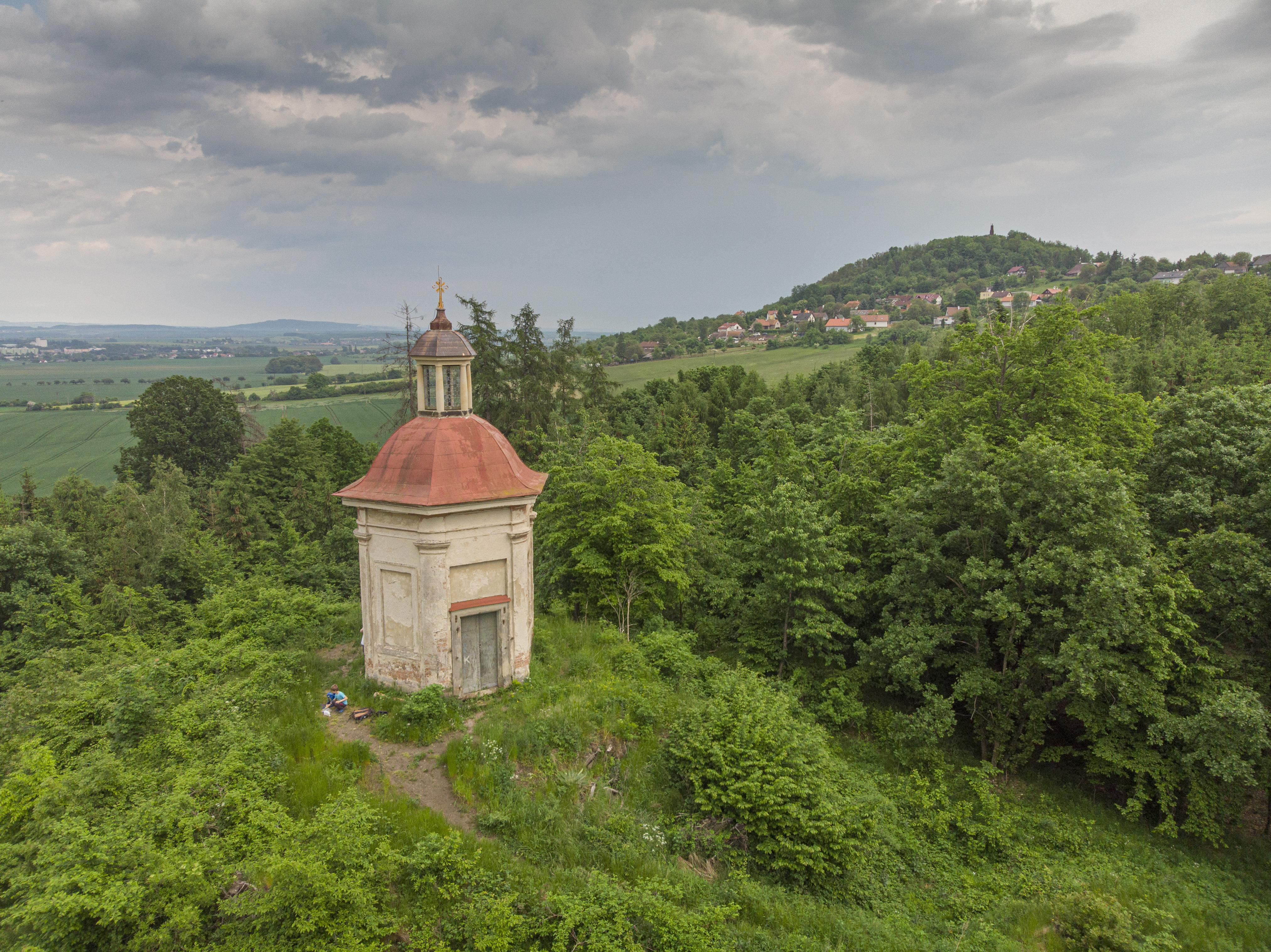
Chapelle de l'Ange Gardien près de Hlásná Lhota.

## Transports
Par la route, Podhradí se trouve à 6 km de Jičín, à 52 km de Hradec Králové et à 96 km de Prague. 